# Стакхузия
Стакхузия (лат. Stackhousia) — род цветковых растений семейства Бересклетовые (Celastraceae). Ранее относили к семейству Stackhousiaceae, классифицированному позже как подсемейство бересклетовых — Stackhousioideae.
Род назван в честь английского ботаника Джона Стекхауза.
Природный ареал лежит в Австралии, Новой Зеландии, Малезии и Микронезии.

## Виды
Род включает в себя следующие виды:
- Stackhousia annua W.R.Barker
- Stackhousia aspericocca Schuch.
- Stackhousia clementii Domin
- Stackhousia dielsii Pamp. — желтая стакхузия
- Stackhousia gunnii Hook.f. сейчас принято название Stackhousia subterranea
- Stackhousia huegelii Endl.
- Stackhousia intermedia F.M.Bailey
- Stackhousia megaloptera F.Muell.
- Stackhousia minima Hook.f.
- Stackhousia monogyna Labill. — кремовая стакхузия
- Stackhousia muricata Lindl.
- Stackhousia pubescens A.Rich.
- Stackhousia pulvinaris F.Muell.
- Stackhousia scoparia Benth.
- Stackhousia spathulata Sieber ex Spreng.
- Stackhousia subterranea W.R.Barker
- Stackhousia tryonii F.M.Bailey
- Stackhousia umbellata C.A.Gardner & A.S.George
- Stackhousia viminea Sm.